# Thijs van Oers
Matthijs „Thijs“ van Oers (* 9. Februar 1900 in Lage Zwaluwe; † 5. Februar 1990 in Langeweg) war ein niederländischer Radrennfahrer.
1932 wurde Thijs van Oers niederländischer Vize-Meister im Straßenrennen. Im Jahr darauf errang er den Titel. Zudem gewann er 1933 die erste Austragung der Acht van Chaam. Bei den  UCI-Straßen-Weltmeisterschaften 1934 in Leipzig belegte er Rang acht.
Thijs van Oers war der Vater von Antoon van Oers, der die Acht van Chaam 1950 gewann. Er starb wenige Tage vor seinem 90. Geburtstag.